# Vivi Sörensen
Vivi Maria Sörensen, ogift Hornborg, född 11 februari 1914 i Lojo, Nylands län, Finland, död 23 november i 2009 i Gävle Staffans församling i Gävleborgs län, var en finländsk-svensk grafiker målare och litteraturkritiker.
Hon var dotter till Gunnar Hornborg och Stina Björsén och från 1947 gift med konstnären Roll Sörensen. Hon arbetade som kontorist 1938–1947 och var under 1960-talet litteraturkritiker. Hon fick genom sin man inblick i konstens värld och fick en viss handledning i hemmet, hon deltog i en av hans offentliga serigrafikurser 1964–1965. Hon var representerad på Gävleborgs läns konstförenings höstutställning med grafik 1965 och debuterade med en separatutställning i Gävle 1966. Hon har därefter medverkat i ett flertal samlingsutställningar eller tillsammans med sin man.